# Ghetto di Mizocz

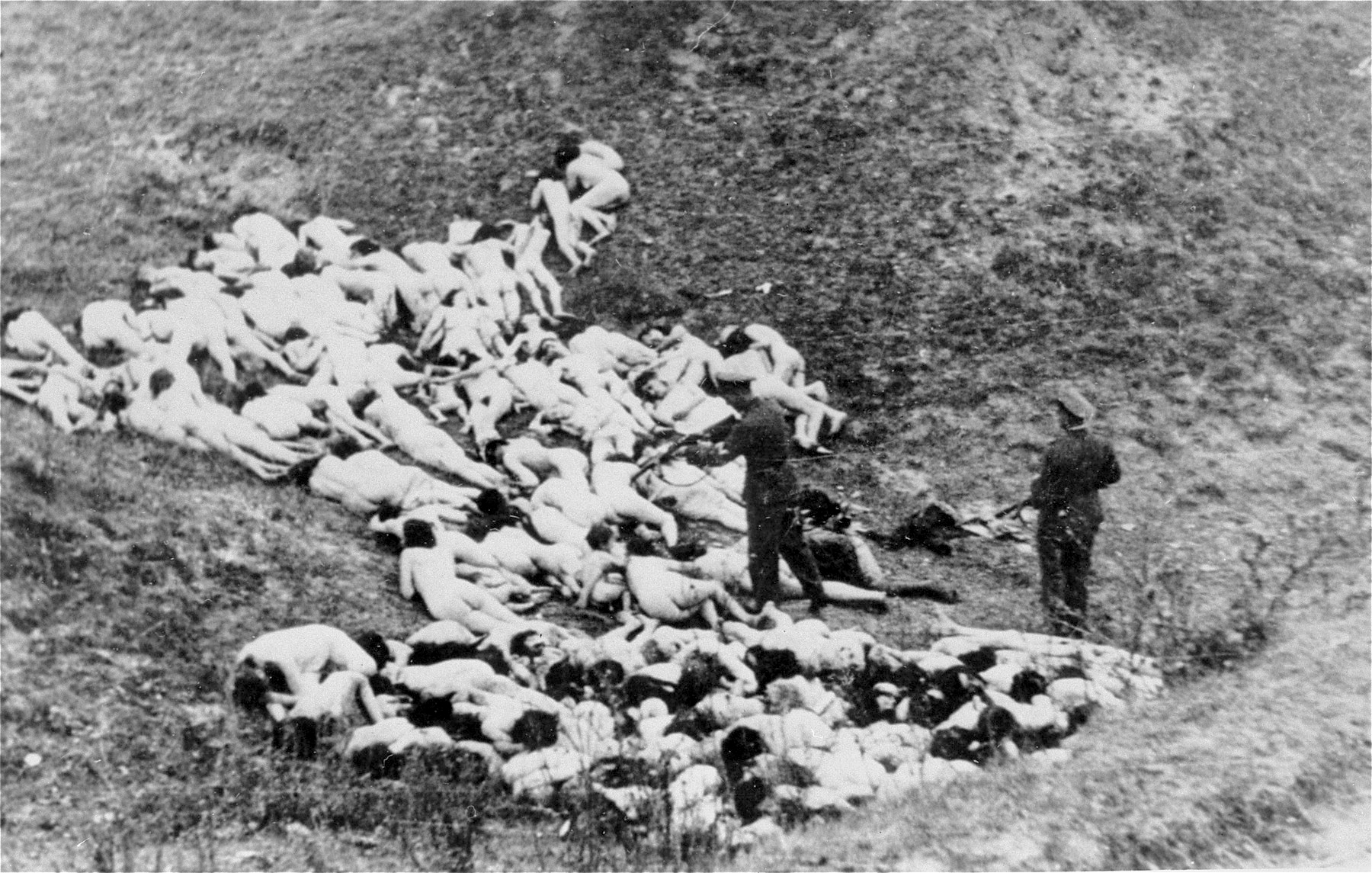
Uccisione di un gruppo di ebrei di Mizocz (donne e bambini)

Il ghetto di Mizocz venne creato durante la seconda guerra mondiale nella Polonia occupata dai nazisti per l'isolamento forzato e il maltrattamento della popolazione ebraica. Prima dell'invasione nazi-sovietica del 1939, la città di Mizocz era situata nella contea di Zdołbunów, nel Voivodato di Volinia nella Seconda Repubblica di Polonia.  Mizocz (ora Mizoč, in Ucraina) è situata 29 km ad est di Dubno, che era il capoluogo della contea.
Un folto gruppo di ebrei si stabilì a Mizocz (Yiddish: מיזאָטש) alla fine del XIX secolo. Nel 1897 la popolazione cittadina era di 2.662 persone, di cui 1.175 ebrei, che possedevano fabbriche con produzione di feltro, olio e zucchero, oltre che mulini e segherie.  Alcuni ebrei emigrarono durante la prima guerra mondiale. Secondo il censimento del 1921, a Mizocz risiedevano 845 ebrei, ma il loro numero crebbe nuovamente negli anni successivi. 
Controllata dall'Armata Rossa dal settembre 1939, Mizocz venne conquistata dalla Wehrmacht nel corso dell'Operazione Barbarossa contro le truppe sovietiche presenti nella Polonia orientale. Circa 300 ebrei scapparono durante la ritirata sovietica. 
Il 12 ottobre 1942 il ghetto, abitato da circa 1.700 ebrei, venne circondato dalla Polizia Ausiliaria Ucraina e da militari tedeschi per la sua liquidazione. I residenti si rivoltarono, con scontri che durarono per due giorni. Circa metà degli abitanti riuscì a scappare o nascondersi nella confusione che precedette la repressione. Il 14 ottobre i sopravvissuti vennero catturati dai militi delle Einsatzgruppen, trasportati con dei camion in una zona isolata a Zdołbunów in Polonia (oggi Zdolbuniv, in Ucraina) e sterminati uno ad uno con colpi d'arma da fuoco. 

## Memoria

### Mostre
- Gardone Riviera, gennaio 2011, Auschwitz-Birkenau, presso il Vittoriale degli Italiani. La mostra esponeva anche «quattro foto della fucilazione di massa di 1.700 ebrei del ghetto di Mizocz [...] l'immagine più impressionante [...] : gruppi di donne nude con in braccio i loro bambini nudi e poi fosse piene dei loro cadaveri ammucchiati»[5]